# Augustin Pajou

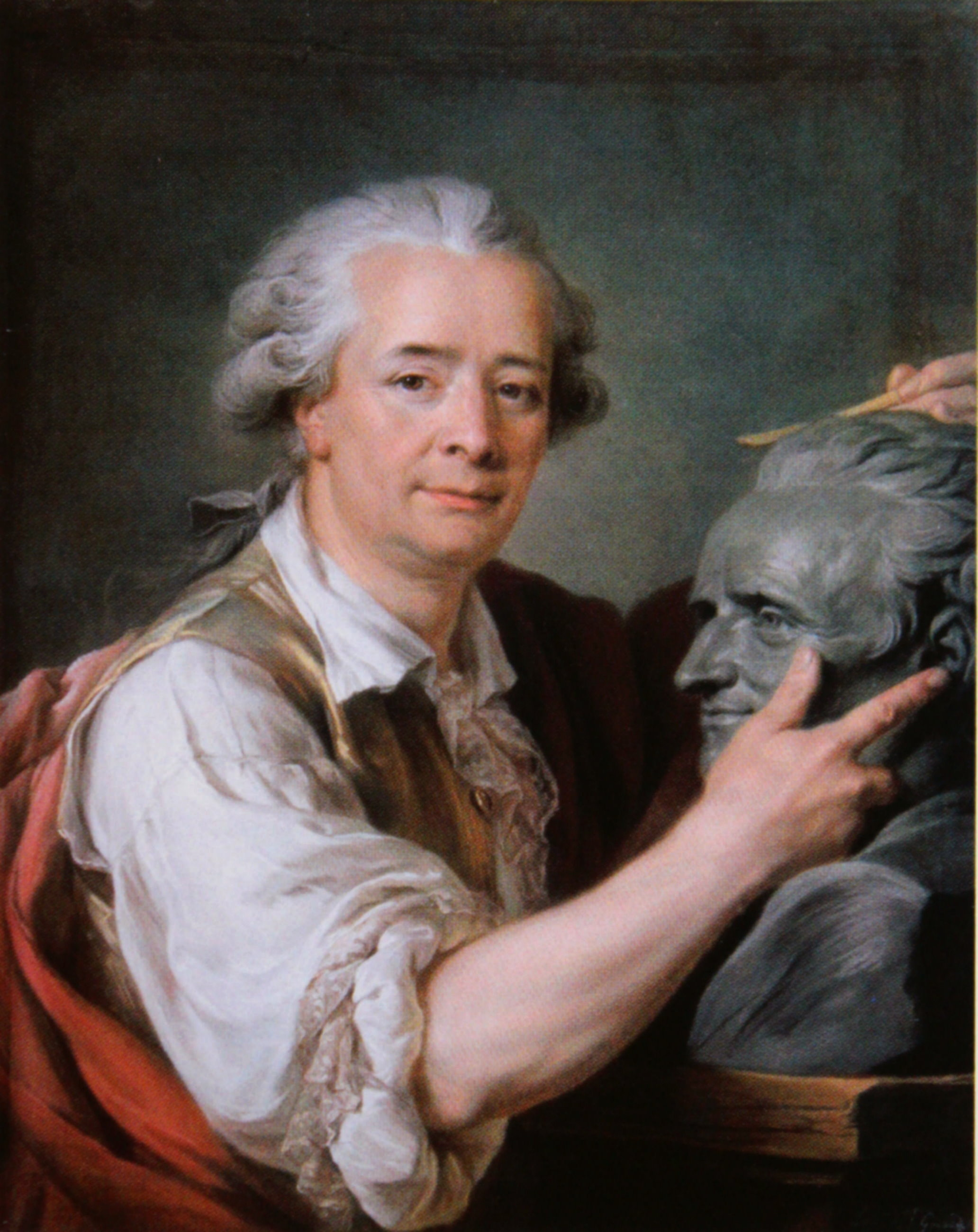
Augustin Pajou modelliert die Büste seines Lehrers Lemoyne,
Pastell von Adélaïde Labille-Guiard, 1783

Augustin Pajou (* 19. September 1730 in Paris; † 8. Mai 1809 ebenda) war ein bedeutender französischer Bildhauer und Skulpteur des Klassizismus. 
Seit dem 14. Lebensjahr besuchte er die Akademie Royal und war dort Schüler des Bildhauers und Skulpteurs Jean-Baptiste Lemoyne. Mit 18 Jahren errang er den Prix de Rome und den 1. Preis der Akademie Royal. Dies gab ihm die Möglichkeit zu einem mehrjährigen Studienaufenthalt in Rom und Italien. Das Wohlwollen des Königs und der Madame du Barry verschaffte ihm auch nach seiner Rückkehr zahlreiche Aufträge. In den 1760er Jahren wirkte er mit an der Ausgestaltung verschiedener öffentlicher Gebäude, wie bei der Oper in Versailles, dem Palais Royal und dem Palais de Justice. Daneben war er sehr erfolgreich als Bildhauer und Skulpteur tätig. Während der französischen Revolution wirkte er bei einer Kommission zur Erhaltung französischer Monumente und verbrachte drei der Schreckensjahre in der Provinz, in Montpellier. 
Als Napoleon 1803 die Villa Medici in Rom zum Sitz der französischen Accademie machte, ließ er von Pajou Kopien der beiden Medici-Löwen, die sich bis 1789 am Treppenaufgang zur Villa befunden hatten, anfertigen und an ihrem alten Platz wieder aufstellen.
Pajou galt als einer der bedeutendsten Bildhauer seiner Zeit und ein Teil seiner Werke ist in den großen Museen der Welt erhalten.

## Werke
- Pluto und Cerberus, 1759, Louvre/Paris
- Die Prinzessin von Hessen-Homburg vor dem Altar der Unsterblichkeit, 1759, Eremitage/St. Petersburg
- Calliope, um 1763, National Gallery/Washington
- Franz von Sales, 1767, Musée des Augustins/Toulouse
- Marquis de Marigny, 1767, Städtisches Kunstmuseum/Kopenhagen
- Allegorie auf Königin Marie Leszczynska, um 1771, Louvre/Paris
- Zwei ideale Frauenköpfe, um 1770, Getty-Center/Los Angeles

- Buffon, 1773, Louvre/Paris

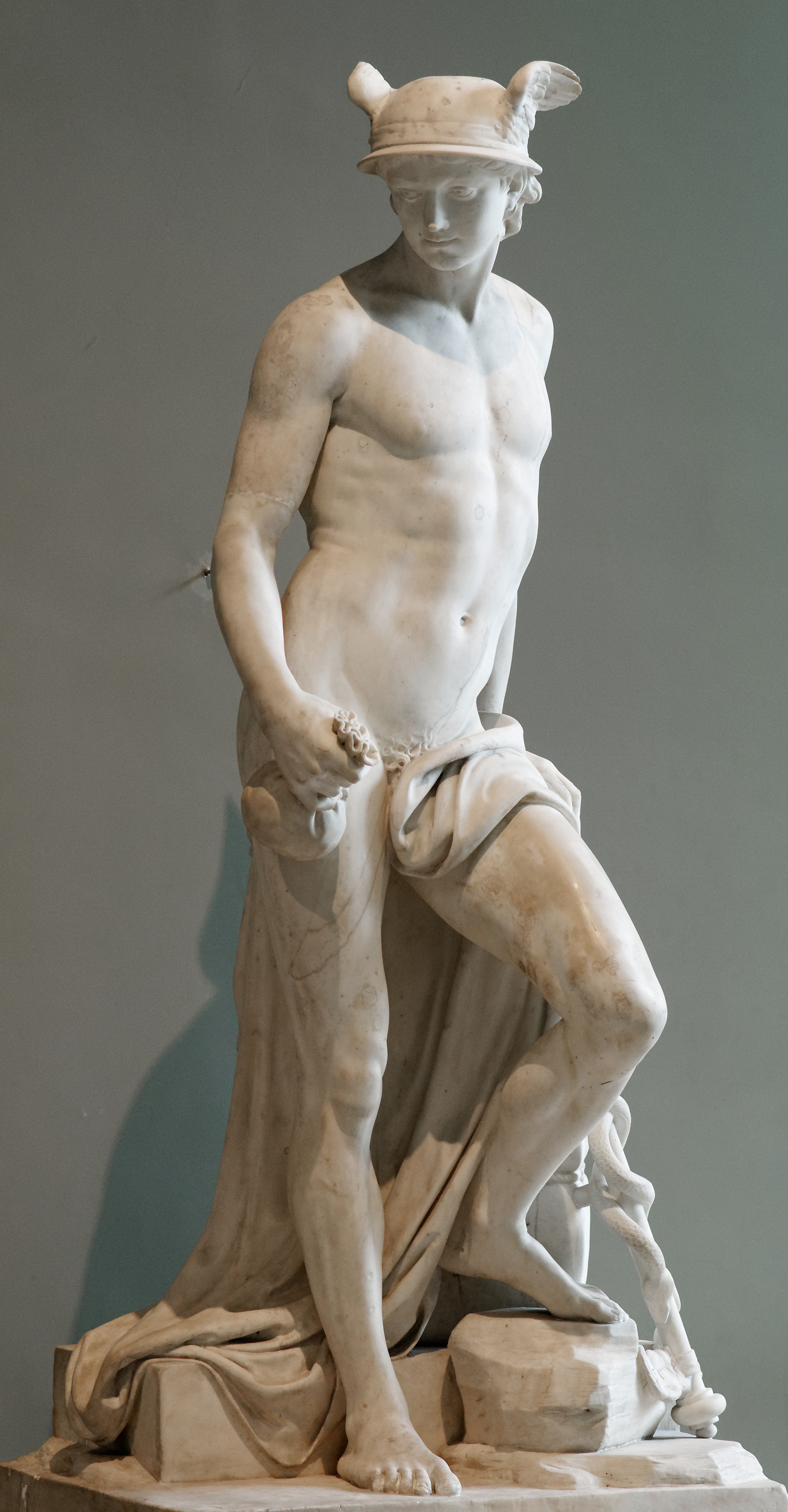
Merkur

- Madame du Barry, 1773, Louvre/Paris
- Madame du Barry, Museum of Fine Arts/Boston
- Frauenbüste, um 1774, Museum of Fine Arts/Boston
- Bellona, um 1775, Getty-Center/Los Angeles
- Marie-Adelaide Hall, 1775, Frick-Collection/New York
- Bossuet, 1779, Louvre/Paris
- Merkur, 1780, Louvre/Paris
- Madame Sedaine, 1781, Museum of Fine Arts/Boston
- Diogenes, 1781, Louvre/Paris
- Die Königin Marie-Antoinette und der Dauphin , 1781, königlich belgisches Museum der schönen Künste, Brüssel
- Der Maler Jean-Baptiste Le Prince, 1782, königlich belgisches Museum der schönen Künste, Brüssel
- Élisabeth Vigée-Lebrun, 1783, Louvre/Paris
- Blaise Pascal, 1785, Louvre/Paris
- Nathalie de Laborde, 1789, Louvre/Paris
- Madame de Wailly, 1789, Metropolitan Museum/New York
- Psyche Abandoned, 1790, Louvre/Paris
- Marquis d'Espeuilles, 1794, National Gallery of Australia/Canberra